# Traktat logiczno-filozoficzny
Tractatus logico-philosophicus (niem. Logisch-philosophische Abhandlung) – jedyna praca Ludwika Wittgensteina wydana za jego życia (poza artykułem poświęconym logice, Some Remarks on Logical Form, „Proceedings of the Aristotelian Society”, Suppl. vol. 9 (1929) 162–171). Jego tytuł zasugerowany został przez George Edward Moore’a, który powoływał się na dzieło Traktat teologiczno-polityczny (1670) Barucha Spinozy.
Według przedmowy do wydania anglojęzycznego napisanej przez Bertranda Russella, dzieło to jest ambitnym projektem ostatecznego ustalenia niepodważalnych relacji między językiem i rzeczywistością (światem – w terminologii własnej Wittgensteina) – a także ustaleniem granic możliwości poznawczych filozofii wyrażanej w perfekcyjnie logicznym języku. Ponownie, według słów Russella, którego Wittgenstein był uczniem, dzieło to powstawało w zamyśle jako precyzyjny opis systemu filozoficznego zwanego atomizmem logicznym – ostatecznie zaś, dowiodło, że system ten jest niemożliwy do skonstruowania, przy konsekwentnym zachowaniu jego pierwotnych założeń.
Znaczenie tego dzieła wykracza jednak znacznie poza jego pierwotne zamierzenia. Jego tezy, zawarte w punktach od 1 do 6.4 oraz jego zdanie końcowe, stanowiły rodzaj programu badawczego dla pozytywizmu logicznego. Wiele z tez tego dzieła stanowiło też w późniejszym okresie źródło inspiracji lub punkt odniesienia dla wielu innych systemów filozoficznych, a także miało silny wpływ na rozwój współczesnej semantyki.
Traktat ukazał się najpierw po niemiecku, w roku 1921, jako ostatni numer Annalen der Naturphilosophie. Wittgenstein był jednak bardzo niezadowolony z tej wersji, bowiem zawierała ona m.in. wiele błędów typograficznych. W roku 1922 wydano angielskie tłumaczenie tekstu, wykonane przez wybitnego lingwistę C.K. Ogdena przy pomocy Franka Ramseya (Routledge & Kegan Paul). To wydanie, zawierające zarówno wersję angielską, jak i niemiecką, uznawane jest za wydanie pierwsze.
Wiele usprawiedliwionych krytyk doprowadziło do ponownego przetłumaczenia Traktatu na angielski. Doszło ono do skutku dzięki wysiłkom Davida Pearsa i Briana McGuinnessa w 1961 roku.

## Opis Traktatu
Niewielką objętość tego dzieła (ok. 80 stron maszynopisu) tworzy system krótkich zdań, zwanych przez samego Wittgensteina tezami. Tezy te są konsekwentnie ponumerowane, tworząc system zagnieżdżonych list. Numeracja sugeruje ciąg rozumowania idący od zdań najprostszych znaczeniowo – po najbardziej złożone. Np.: numeracja 1. – 1.1 – 1.1.1 – sugeruje, że z podstawowego zdania wynika zdanie 1.1, a ze zdania 1.1 wynika zdanie 1.1.1. Ze względu na to, że podobnie jak w Traktacie Spinozy, do którego Traktat Wittgensteina jest strukturalnie podobny, tezy nie są opatrzone żadnym komentarzem, pozostawiają one wolne pole do wszelkich interpretacji, z których każda może być uznana za błędną.

## Najważniejsze tezy traktatu
Traktat zawiera 7 głównych tez, stanowiących korzenie dla listy pozostałych zdań:
1. Świat jest wszystkim, co jest faktem. (W oryginale: ''Die Welt ist alles, was der Fall ist.")
2. To, co jest faktem – fakt – jest istnieniem stanów rzeczy. (Was der Fall ist, die Tatsache, ist das Bestehen von Sachverhalten.)
3. Logicznym obrazem faktów jest myśl. (Das logische Bild der Tatsache ist der Gedanke.)
4. Myśl jest to zdanie sensowne. (Der Gedanke ist der sinnvolle Satz.)
5. Każde zdanie jest funkcją prawdziwościową zdań elementarnych. (Der Satz ist eine Wahrheitsfunktion der Elementarsätze.)
6. Ogólna forma funkcji prawdziwościowej ma postać: {\displaystyle [{\bar {p}},{\bar {\xi }},N({\bar {\xi }})].} Jest to ogólna forma zdania. (Die allgemeine Form der Wahrheitsfunktion ist: {\displaystyle [{\bar {p}},{\bar {\xi }},N({\bar {\xi }})]} Dies ist die allgemeine Form des Satzes.)
7. O czym nie można mówić, o tym trzeba milczeć. (Wovon man nicht sprechen kann, darüber muß man schweigen.)

### Tezy od 1 do 3
Tezy od 1 do 3 tworzą to, co później nazwano obrazową teorią języka. O ile to w ogóle możliwe, można te tezy podsumować w następujący sposób:
- Świat składa się z sumy niepowiązanych ze sobą faktów atomowych, a tezy (zdania) tworzą obraz tego świata
- Po to aby obraz przedstawiał określony fakt, musi on w jakimś stopniu mieć podobną strukturę logiczną jak sam fakt. W tym sensie, językową wypowiedź można sobie wyobrazić jako geometryczną projekcję, w której brzmienie samego języka może się zmieniać, ale logiczna struktura tej projekcji pozostaje niezmieniona.
- Nie da się w samym języku wyrazić wcześniej wspomnianego podobieństwa struktury wypowiedzi z rzeczywistością. Można tylko bezpośrednio wskazać na fakt i jednocześnie wypowiedzieć zdanie, które ten fakt opisuje. Próba opisania samego podobieństwa struktury zdania i opisywanego przez niego faktu wymagałaby użycia tego samego języka, w którym zdanie zostało wypowiedziane. Nie można zatem „przekroczyć” własnego języka.

### Tezy od 4 do 5
W tezach tych Wittgenstein opisał formalny mechanizm niezbędny do stworzenia hipotetycznego języka „doskonałego logicznie”. Zastosował on tabele rachunku prawdziwościowego, które obecnie są standardową techniką wyjaśniania semantycznej logiki form zdaniowych, co stworzyło pierwociny współczesnej logiki formalnej. W słynnej tezie 5.101 Wittgenstein wykazał możliwość bezpośredniego przekształcania zdań warunkowych w rodzaju „Jeśli C to A” na zapis bitowy w rodzaju „TFTT”, co później stało się podstawą współczesnej informatyki. W kolejnych, krótkich tezach tego działu, zawarł on w skoncentrowanej formie późniejsze zapisy paradoksu Russella, definicję tautologii, sprzeczności i wszystkich możliwych funkcji logicznych. W dziale tym zawarte są też podstawowe pytania na temat powiązań między językiem, nauką, wiarą i indukcją.

### Tezy 6*
Teza 6. definiuje podstawową formę wszelkich zdań. Forma ta nie jest aż tak tajemnicza, jakby się to na pierwszy rzut oka wydawało. Trudność z jej zrozumieniem wynika głównie z nietypowego zapisu zastosowanego przez Wittgensteina {\displaystyle ([{\bar {p}},{\bar {\xi }},N({\bar {\xi }})]),} które znaczą:
- {\displaystyle {\bar {p}}} – oznacza wszystkie zdania atomowe
- {\displaystyle {\bar {\xi }}} – oznacza wszelkie dowolne podzbiory zdań
- {\displaystyle N({\bar {\xi }})} oznacza negację zdań tworzących podzbiory {\displaystyle {\bar {\xi }}}

Właściwe znaczenie tezy 6. jest matematycznie równoważne twierdzeniu głoszącemu, że wszelkie zdania logiczne mogą być sprowadzone do ciągu operacji nand na odpowiedniej liczbie zdań atomowych. W gruncie rzeczy jest to doskonale znane twierdzenie dowiedzione wcześniej przez Henry Sheffera.
Na bazie tego twierdzenia Wittgenstein kontynuuje w dalszych tezach o numerach 6* filozoficzne rozważania na temat logicznego sensu wiedzy, myśli, twierdzeń a priori i twierdzeń transcendentalnych. Najważniejsze tezy z tego działu stwierdzają, że logika i matematyka to tylko zbiory tautologii, które są transcendentalne, tzn. nie zawierają w sobie żadnej treści metafizycznej odnoszącej się do rzeczywistego świata. W związku z tym, hipotetyczny, „idealnie logiczny” język nie może posiadać żadnego dodatkowego znaczenia, oprócz bezpośredniego odzwierciedlania faktów, albo inaczej, jeśli język nie oddaje bezpośrednio struktury rzeczywistych faktów, staje się automatycznie pozbawiony logiki i sensu.
Na ostatnich stronach Traktatu Wittgenstein zagłębia się w coś, co można by określić jako dywagacje religijne. Wszystkie tezy do 6.4 włącznie stoją w pełnej zgodzie z późniejszym programem pozytywistów logicznych, ale poczynając od tezy 6.41 zaczynają się rozważania, które stoją w ostrej sprzeczności z ideami Koła Wiedeńskiego. Wittgenstein w tezach tych postuluje m.in., że etyka jest także transcendentalna i dlatego nie może być badana za pomocą samego języka, stanowiąc rodzaj estetyki, która nie może być wypowiedziana w formie logicznego języka.
Dalej, głosi on poglądy dotyczące wolnej woli, życia po śmierci i Boga. Stwierdza, że próby językowego ujęcia tych zagadnień są nadużyciem logiki, jako że język może odzwierciedlać tylko fakty realnego, dostępnego bezpośredniemu poznaniu świata. Każda wypowiedź językowa może być zatem tylko odzwierciedleniem bezpośrednio dostępnej rzeczywistości. Oznacza to, że jakakolwiek wypowiedź na tematy etyczne, religijne i estetyczne jest pozbawiona realnego znaczenia – albo inaczej, że każda dyskusja nad tymi zagadnieniami staje się automatycznie bezsensowna i prowadzi do logicznych sprzeczności.
Oznacza to również, że próba stworzenia ogólnej teorii znaczenia języka jest także skazana na porażkę, gdyż musiałaby ona być wyrażona w jakimś innym języku, który z kolei wymagałby własnej teorii, wyrażonej w kolejnym, nadrzędnym języku. Zdaniem Wittgensteina oznacza to, że projekty filozoficzne mające na celu „wyjaśnienie” działań, które tworzą język odzwierciedlający rzeczywistość, powinny być ostatecznie porzucone, gdyż za pomocą języka nie można „wydostać się” poza językową rzeczywistość. Inaczej – logicznie sensowne są tylko te projekty, które dążą do stworzenia języka odzwierciedlającego bezpośrednio rzeczywistość. Projekty takie Wittgenstein nazwał „naukami przyrodniczymi” (Naturwissenschaft).
Ostatnia teza rozdziału 6 odnosi się do samego Traktatu. Stwierdza ona, że Traktat ten jest rodzajem drabiny, która musi być odrzucona, po tym jak zostanie użyta do wspięcia się ku górze. Wittgenstein stwierdza, że filozofia zawarta w tej książce odrzuca sama siebie, gdyż prowadzi ona do wniosku, że wszelka filozofia jest pozbawiona znaczenia, łącznie z tą zawartą w niej samej.

### Teza 7
Najsłynniejszą tezą Traktatu, jest jego końcowe zdanie opatrzone numerem 7., które w pierwszym wydaniu z 1921 r. zostało omyłkowo powtórzone jako punkt 7.1. Głosi ono:
„7. O czym nie można mówić, o tym trzeba milczeć.

7.1. O czym nie można mówić, o tym trzeba milczeć”.
(w oryginale: Wovon man nicht sprechen kann, darüber muß man schweigen.)
W późniejszych wydaniach punkt 7.1 został na prośbę autora wykreślony i pozostał tylko punkt 7 – jego powtórzenie nie było zatem zamierzone przez samego autora, lecz było wynikiem błędu drukarza.
Zdanie to zostało odebrane przez wielu współczesnych jako akt rozpaczy, wyrażający niemożność stworzenia jakiejkolwiek sensownej teorii bytu i jako wezwanie do zerwania z wszelką metafizyką w filozofii. Inni z kolei interpretowali to zdanie jako negację wszelkich form filozofii.